# Monesterio
Monesterio ist eine südwestspanische Kleinstadt und eine Gemeinde (municipio) mit nur noch 4.230 Einwohnern (Stand: 2024) im Süden der Provinz Badajoz in der Autonomen Gemeinschaft Extremadura.

## Lage und Klima
Die etwa 755 m hoch gelegene Kleinstadt Monesterio liegt auf der Nordseite der Sierra Morena an der Verbindungsstraße zwischen Sevilla (ca. 93 km südlich) und Mérida (ca. 100 km nördlich). Nur ca. 35 km trennen den Ort von der nordwestlich gelegenen sehenswerten Kleinstadt Llerena. Das Klima ist gemäßigt bis warm; Regen (ca. 695 mm/Jahr) fällt überwiegend im Winterhalbjahr.

## Bevölkerungsentwicklung
| Jahr      | 1857  | 1900  | 1950  | 2000  | 2019  |
| Einwohner | 3.730 | 4.864 | 7.291 | 4.679 | 4.226 |

Aufgrund der zunehmenden Mechanisierung der Landwirtschaft, der Aufgabe bäuerlicher Kleinbetriebe und dem daraus entstandenen Mangel an Arbeitsplätzen wanderten viele Familien und Einzelpersonen seit der Mitte des 20. Jahrhunderts in die größeren Städte ab (Landflucht).

## Wirtschaft
An erster Stelle im Wirtschaftsleben der Gemeinde steht traditionell die ursprünglich zur Selbstversorgung betriebene Landwirtschaft. Auf den Feldern wurden Weizen, Gerste, Wein etc. kultiviert; die Hausgärten lieferten Gemüse und später auch Kartoffeln und Tomaten. Heute werden in den ausgedehnten Steineichenwäldern Schweine gehalten, deren Schinken zu Jamón Ibérico weiterverarbeitet werden.

## Geschichte
Monesterio (alter Name Curiga) lag an der Via de la Plata, die von Hispalis (Sevilla) über Emerita Augusta (Mérida) nach Asturica Augusta (Astorga) führte. Westgotische und selbst maurische Spuren fehlen. Im Jahr 1247 wurden der Ort und sein Umland durch Truppen Ferdinands III. von Kastilien zurückerobert (reconquista) und anschließend mit Christen aus dem Norden der Iberischen Halbinsel wiederbesiedelt (repoblación). In dieser Zeit wandelte sich der alte Handelsweg zu einem Pilgerweg zum Grab des Apostels Jakobus in Santiago de Compostela. Das Gebiet stand lange Zeit unter der Verwaltung des Santiagoordens, dessen regionales Zentrum jedoch in der benachbarten Kleinstadt Llerena lag. Im Jahre 1632 ernannte Philipp IV. Octavio Centurión, einen italienisch-stämmigen Bankier, zum Markgrafen (marques) von Monesterio.

## Sehenswürdigkeiten

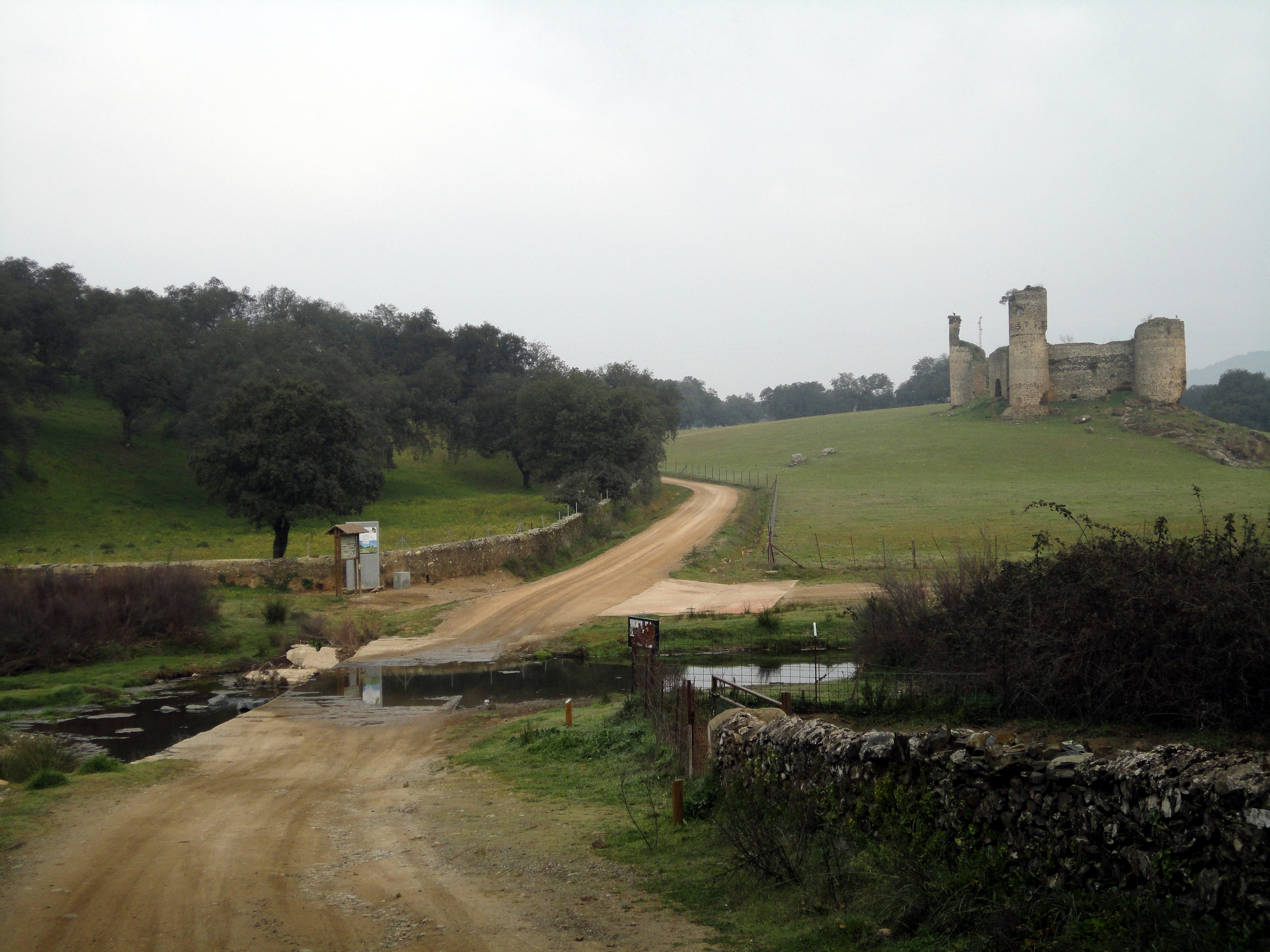
Castillo de las Torres

- Die einschiffige Iglesia de San Pedro Apóstol entstammt dem ausgehenden 15. Jahrhundert und besteht aus Lagen von Natur- und Ziegelsteinen wie es für den Mudéjar-Stil üblich ist. Auch einige antike Steine und Säulenstümpfe wurden in der Fassade als Spolien wiederverwendet. Die Kirche verfügt über zwei Portale – eines in der Mitte der Fassade, das andere auf der Südseite. Das von einem Holzgewölbe bedeckte Kirchenschiff (nave) ist weiß verputzt; einziger Blickfang ist das spätbarocke Altarretabel (retablo).[5]
- Recht hübsch ist ein Brunnen (fuente) mit angeschlossener Viehtränke (abrevadero).
- Im Ort befindet sich ein Centro de Interpretación de la Vía de la Plata.

Umgebung
- Nahe der bereits zu Andalusien gehörenden Nachbargemeinde El Real de la Jara steht die viertürmige Burgruine des Castillo de las Torres.[6]